# Les Olleries
Ses Olleries és un llogaret del municipi de Santa Eugènia que el 2006 tenia 111 habitants, anomenats ollerians. Està situat al Pla de Mallorca, entre Pontiró (llebeig) i Santa Eugènia (gregal). La contrada es troba al coster de Son Tano, a la falda de xaloc del Puig de Son Seguí.

## Història
L'origen del llogaret és desconegut i no es pot descartar l'existència d'un nucli terrisser islàmic. No és fins al final del segle xvii que es troben referències als ollers i a les olleries de Santa Eugènia al Llibre d'Òbits de Santa Eugènia (1675-1715).
Hi ha forns molt antics, com els de Son Garrit, Son Pericàs, Can Planiol, Son Rigo i Can Freixura. El 1784 hi havia deu gerreries en funcionament. Els registres posteriors denoten que l'activitat ollera abastia un mercat més ampli que el de la vila i els ollers adquiriren una bona consideració social. Algunes nissagues d'ollers, per exemple els Martorell o els Rigo, es mantendran en l'ofici del fang fins al voltant de 1900.
Les transformacions econòmiques a partir de la dècada del 1860 com l'expansió de cultius com la vinya, l'ametler i la figuera, fruits destinats a l'exportació probablement feren minvar l'activitat ollera. La tradició oral diu que la causa final de les olleries va ser el trasllat a Pòrtol (Marratxí) dels ollers, on hi havia terra de bona qualitat i en abundància.